# 양천구청장
양천구청장은 서울특별시 양천구의 구청장이다.

## 역대 양천구청장

### 민선
| 구분 | 성명   | 재임기간                           | 비고     |
| ---- | ------ | ---------------------------------- | -------- |
| 8    | 양재호 | 1995년 7월 1일 ~ 1998년 6월 30일   | 민선 1기 |
| 9    | 허완   | 1998년 7월 1일 ~ 2002년 6월 30일   | 민선 2기 |
| 10   | 추재엽 | 2002년 7월 1일 ~ 2006년 6월 30일   | 민선 3기 |
| 11   | 이훈구 | 2006년 7월 1일 ~ 2007년 1월 30일   | 민선 4기 |
| 12   | 추재엽 | 2007년 4월 25일 ~ 2010년 6월 30일  | 민선 4기 |
| 13   | 이제학 | 2010년 7월 1일 ~ 2011년 6월 30일   | 민선 5기 |
| 14   | 추재엽 | 2011년 10월 27일 ~ 2013년 4월 26일 | 민선 5기 |
| 15   | 김수영 | 2014년 7월 1일 ~ 2018년 6월 30일   | 민선 6기 |
| 16   | 김수영 | 2018년 7월 1일 ~ 2022년 6월 30일   | 민선 7기 |
| 17   | 이기재 | 2022년 7월 1일 ~ 현재              | 민선 8기 |

## 같이 보기
- 양천구청장 선거